# Man Made Monster
Man Made Monster (alte denumiri Electric Man & The Mysterious Dr. R) este un film SF de groază american din 1941 regizat de George Waggner. În rolurile principale joacă actorii Lionel Atwill, Lon Chaney, Jr., Anne Nagel, Frank Albertson. Realart Pictures a re-lansat filmul în 1953 sub titlul The Atomic Monster într-o dublă lansare alături de The Flying Saucer (1950). Scenariul conține elemente din The Invisible Ray (1936), The Walking Dead (1936).

## Prezentare
Un om de știință nebun transformă un om într-un monstru comandat prin electricitate pentru a-i executa comenzile.

## Distribuție
- Lionel Atwill - Dr. Paul Rigas
- Lon Chaney, Jr. - Dan McCormick
- Anne Nagel - June Lawrence
- Frank Albertson - Mark Adams
- Samuel S. Hinds - Dr. John Lawrence
- William B. Davidson - Ralph Stanley, the district attorney
- Ben Taggart - Detective sergeant
- Constance Bergen - Nurse
- Ivan Miller - Doctor
- Chester Gan - Wong
- George Meader - Dr. Bruno
- Frank O'Connor - Detective
- John Dilson - Medical examiner
- Byron Foulger - Alienist
- Russell Hicks - Warden Harris
- Jessie Arnold (Mrs. Davis)
- James Blaine (Charlie the prison guard)
- Gary Breckner (Radio announcer)
- Lowell Drew (Jury foreman)
- John Ellis (Assistant D.A)
- Douglas Evans (Police radio announcer)
- Jack Gardner (Reporter)
- William Hall (Mike)
- Wright Cramer (Judge)
- Tom Quinn (Detective)
- Bob Reeves (Prison guard)
- Mel Ruick (Defense attorney)
- Francis Sayles (Frank Davis)
- Paul Scott (Prison chaplain)
- David Sharpe (Passenger on hay wagon)
- Victor Zinneman (Dynamo operator)